# Lipocarpha squarrosa
Lipocarpha squarrosa là loài thực vật có hoa trong họ Cói. Loài này được (L.) Goetgh. mô tả khoa học đầu tiên năm 1989.